# Pjegava patka
Pjegava patka (lat. M. angustirostris) je vrsta ronilice iz monotipskog roda Marmaronetta koji je prije bio uključen u potporodicu pravih pataka.

## Rasprostranjenost
Pjegava patka prije se gnijezdila na području cijelog Sredozemlja, a danas je ograničena na samo nekoliko mjesta u južnoj Španjolskoj i sjeverozapadnoj Africi. Na istoku je preživjela u Iranu, Turskoj, Armeniji, Azerbajdžanu i Iraku, a dalje na istoku u zapadnoj Kini i zapadnoj Indiji.
Ova ptica gnijezdi se u vegetacijom bogatim ribnjacima, jezerima i barama.

## Opis
Pjegava patka je patka srednje veličine. Nešto je manja od patke pupčanice. Duga je 39–42 cm, a teška je 540 grama. Raspon krila je 55–60 cm.
Perje je svjetlosmeđe do sivosmeđe boje. Glava, vrat i prsa su svjetle krem boje. Područje oko očiju je tamno. To tamno područje može se izdužiti sve do vrata. Rep je bijel. Kljun je dug, crn i uzak.
Kod ove patke spolni dimorfizam nije previše izražen. Glavne značajke su da je mužjak nešto veći od ženke. Ženkama je kljun nešto manji, a tamni prostor oko očiju manje je raširen nego kod mužjaka.

### Pačići
Leđa, vrat i zatiljak su pješčanosmeđe do tamnosmeđe boje. Obrazi, brada i vrat su cimetastosmeđe boje. Na sredini leđa nalaze se dvije male bijele pruge. Kljun je zelenkastosiv. Nokti su smeđe boje. Noge i stopala su sivomaslinasti, a plivaće kožice su smeđe.

## Prehrana
Hrani se kukcima i rakovima, a samo manji dio prehrane čini biljna hrana. Hranu pribavlja ronjenjem.

## Razmnožavanje
Partneri za gniježdenje pronalaze se u rano proljeće, rjeđe u zimskim mjesecima. Gniježdenje traje od kraja travnja do prve polovice srpnja. Gnijezdo je jako dobro zaštićeno bujnom vegetacijom. U nekim slučajevima ove ptice su se gnijezdile u špiljama, ili čak u slamnatim kućama. Gnijezdo sadrži devet do trinaest jaja. Isključivo ženke inkubiraju jaja. Inkubacija traje 25-27 dana. Pačić perje dobiva nakon 8-9 tjedana. Na početku iduće sezone parenja mužjak ostavlja ženku, da bi formirao par s nekom drugom patkom.